# Ceraspis jaliscoensis
Ceraspis jaliscoensis är en skalbaggsart som beskrevs av Juan A. Delgado och Navarrete-heredia 2004. Ceraspis jaliscoensis ingår i släktet Ceraspis och familjen Melolonthidae. Inga underarter finns listade i Catalogue of Life.